# Castel del Monte
Castel del Monte je hrad v Apulii na jihovýchodě Itálie, v provincii Barletta-Andria-Trani, asi 20 km jižně od města Andria. Od roku 1996 je zapsán na seznamu světového dědictví UNESCO. 

## Historie
Citadela stojí na lesnatém vrchu ve výšce 540 m n. m. asi 50 km západně od města Bari. Jeho počátky sahají do první poloviny 13. století, kdy jej nechal postavit císař Fridrich II. Štaufský. Po porážce v bitvě u Beneventa roku 1266 se hrad stal vězením tří Fridrichových vnuků, kteří zde strávili několik desetiletí v okovech. Roku 1299 byli přesunuti na hrad Castel dell'Ovo v Neapoli.

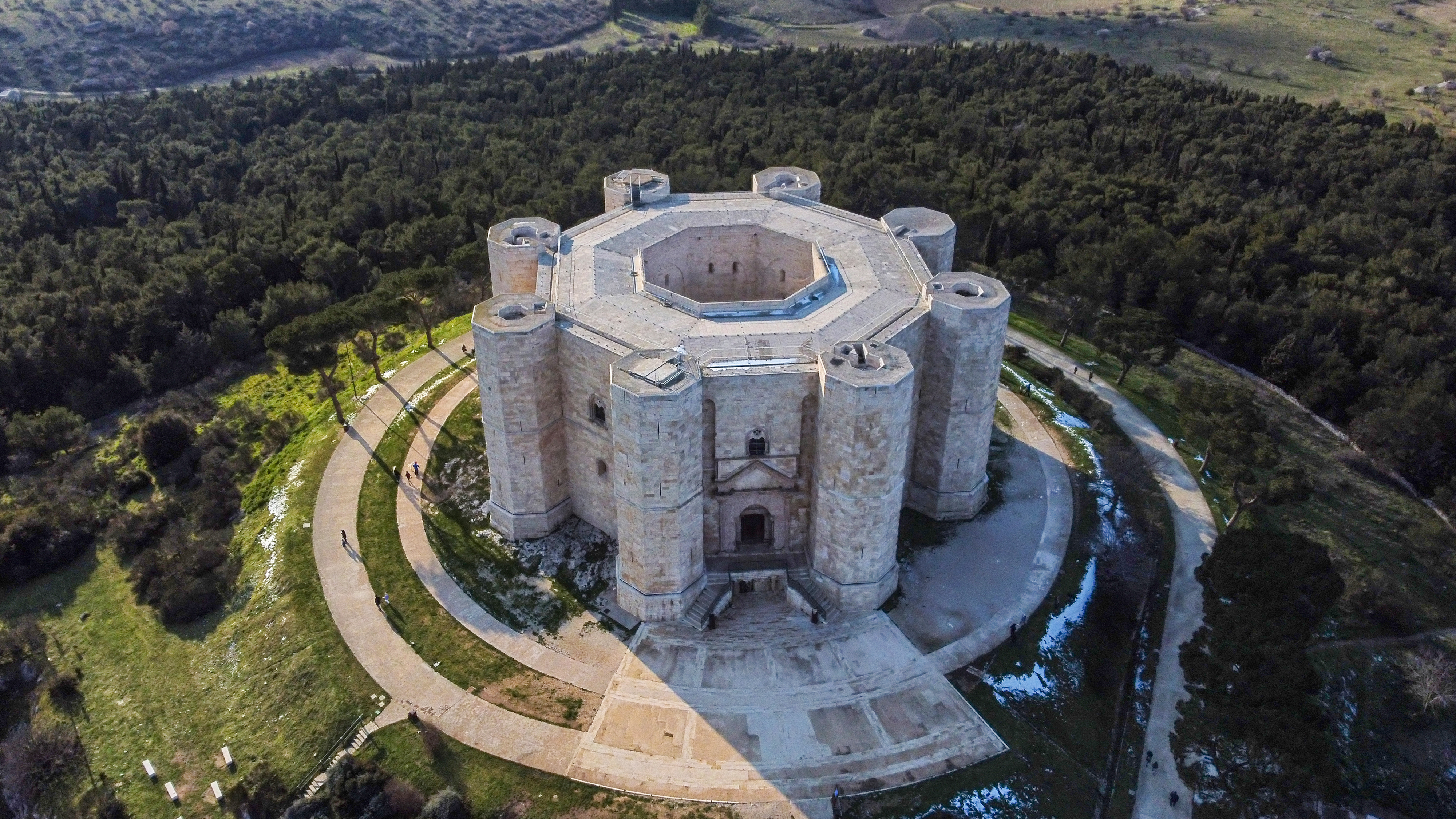
Letecký pohled
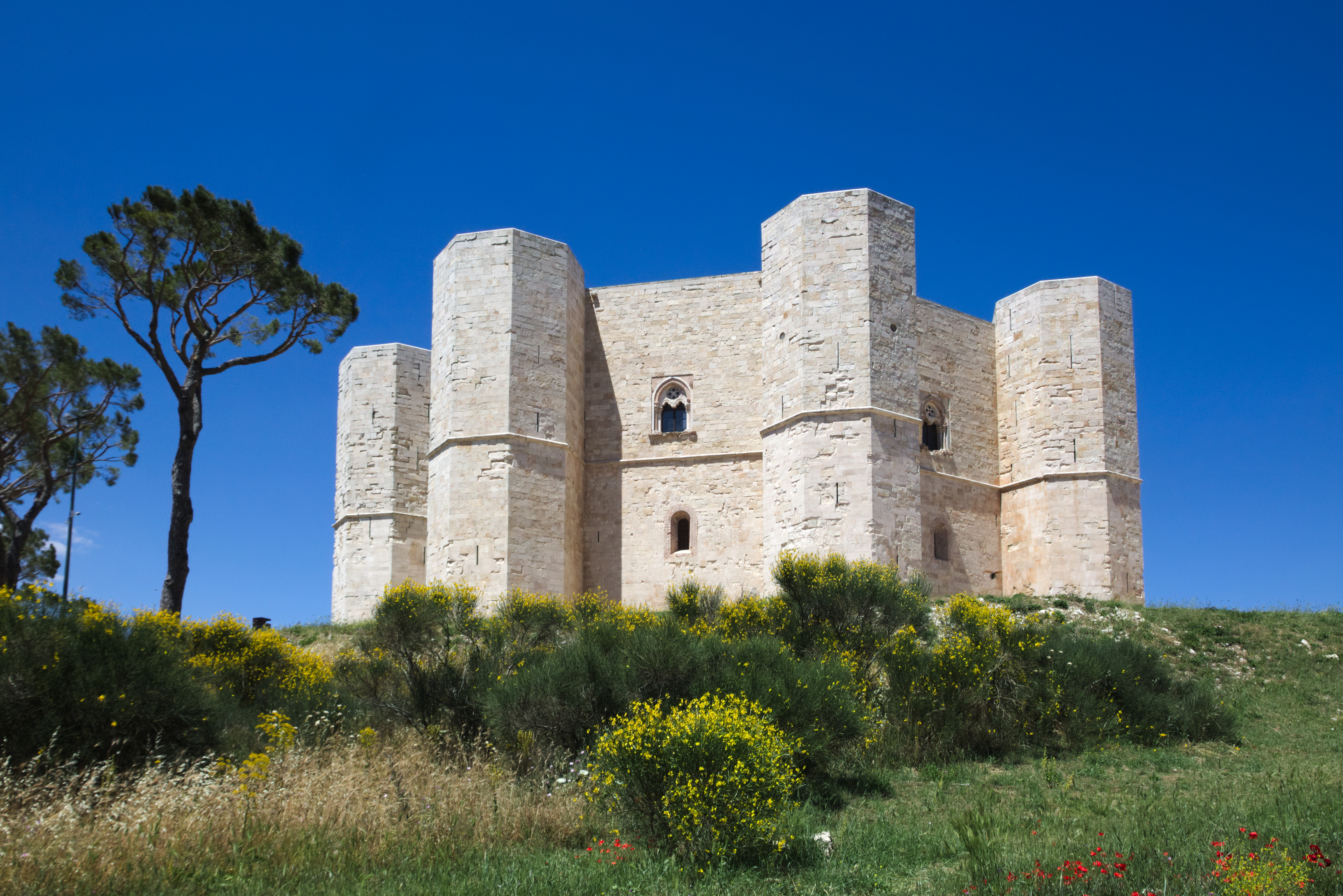
Caste del Monte
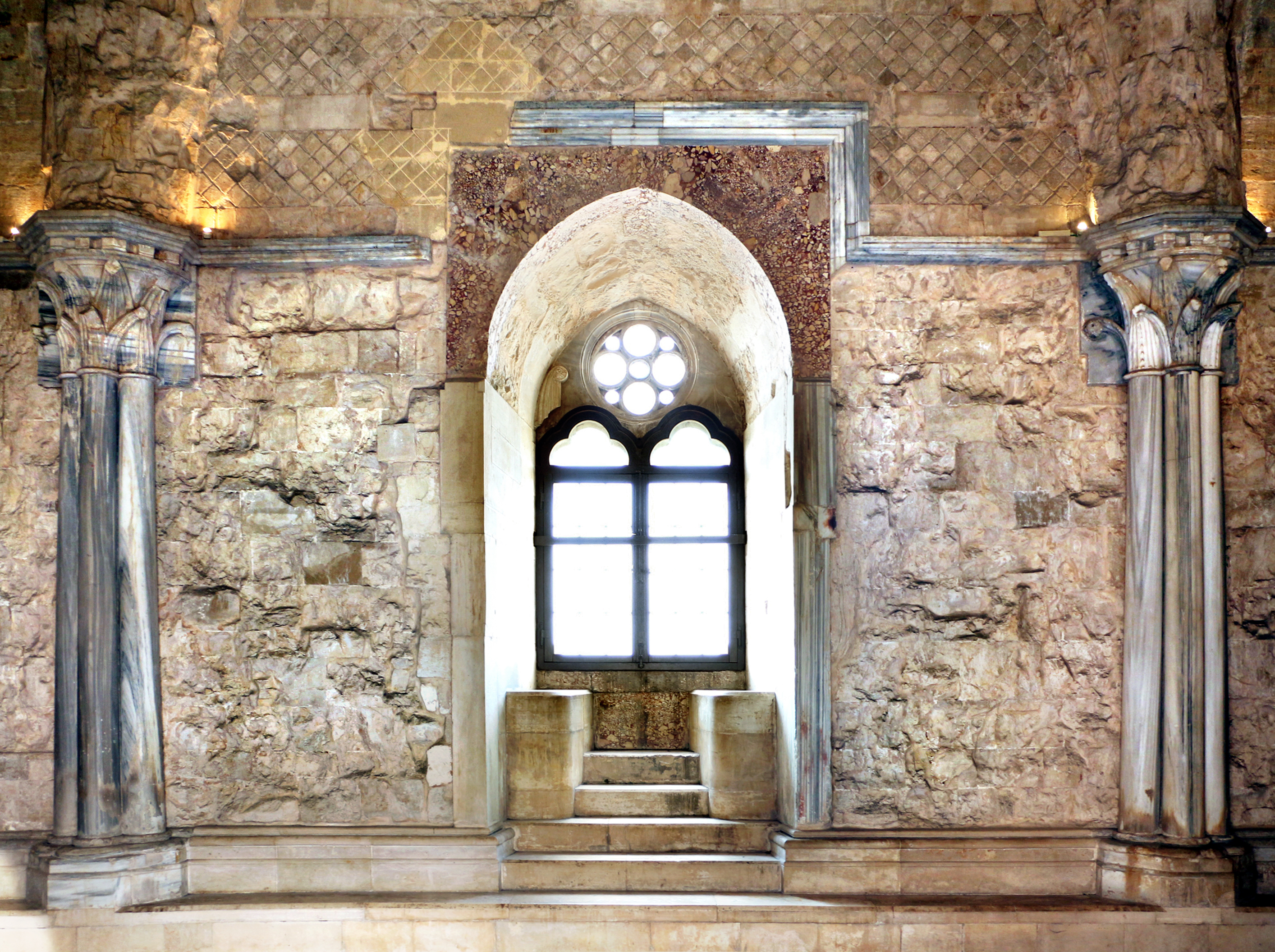
Interiér
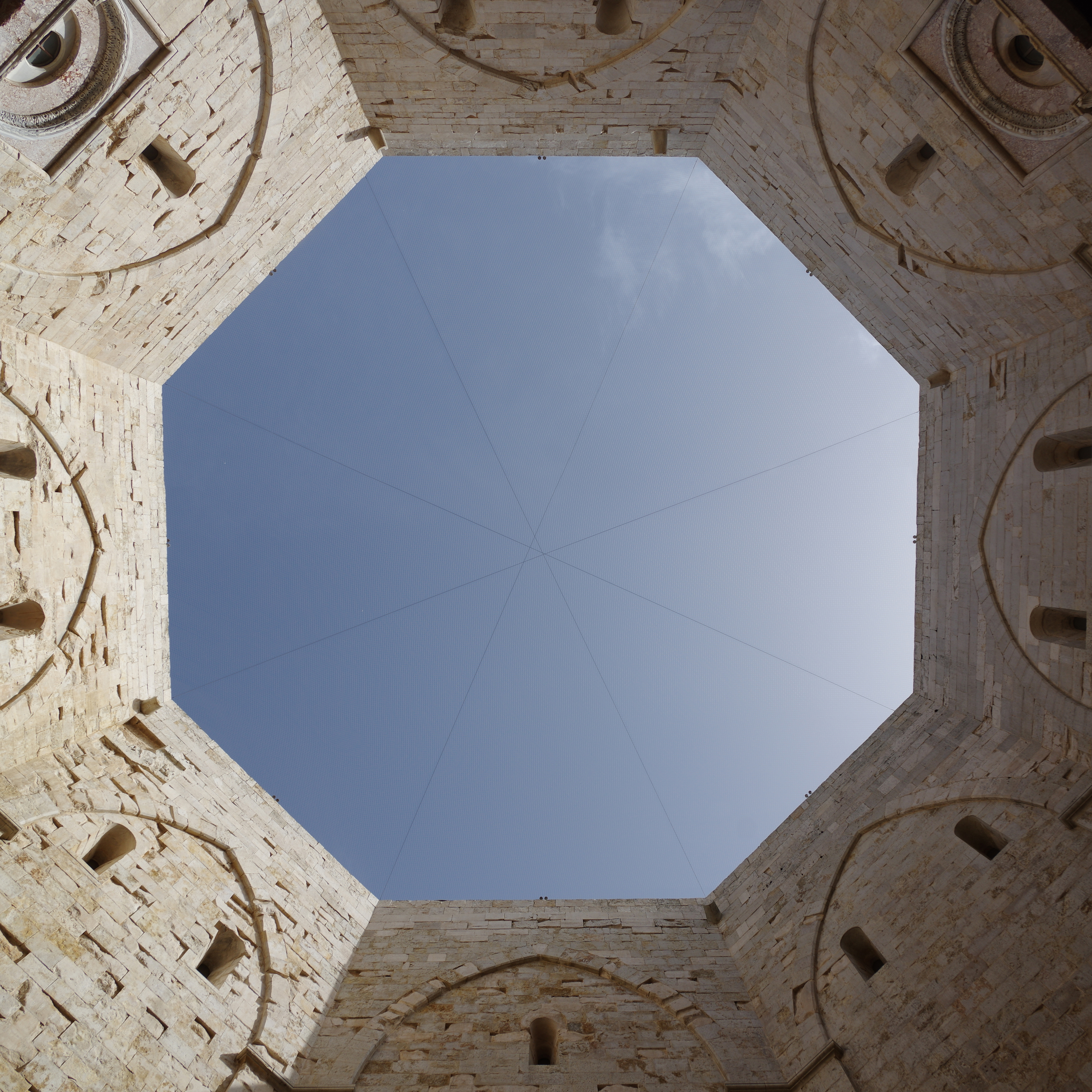
Pohled z nádvoří
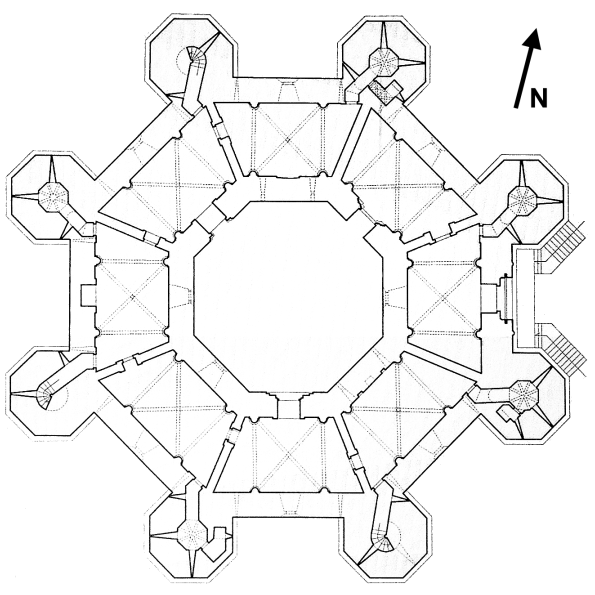
Plán budovy

## Ve filmu
- Pohádka pohádek (2015, režie: Matteo Garrone)[2]